# Sonic Crew
Sonic Crew est un groupe français de musique électronique, originaire de Brest, en Bretagne. Il est formé en 1994 par trois disc jockey bretons, Da'Gil (connus aussi sous son vrai nom Gildas Rioualen, l'un des deux fondateurs du festival Astropolis), Grolex, et Dralbant.

## Histoire
En 1994, Gildas Rioualen et Matthieu Guerre-Berthelot, alors étudiant en gestion à Brest, cherchent a créer un festival de musique électronique, Astropolis. Pour défendre un évènement grossissant, ils désignent Grolex, Dralbant, et Da'Gil (Gildas Rioualen lui même), pour former leur trio de DJ's résidents. Sonic Crew à pour but de défendre un festival qui a besoin de se faire une place, mais également de raconter la ville de Brest, sa musicalité et ses talents.
Présent chaque années depuis plus de 25 ans sur le festival Astropolis, ils ouvrent la soirée du samedi du festival sur la scène principale, l'Astrofloor. Sonic Crew est également présent aux évènements annexes du festival, comme Spring, Astropolis Hiver ou Fortress. Le groupe ne se produit principalement que sur ses propres évenements.

## Style musical
Sonic Crew intègre des éléments musicaux alliant une techno calme, avec des sonorité envoutante, et un groove qui donne le sourire. Mixant les différents styles de musiques électroniques qu'ils côtoient (deep, techno, abstract, electro, ...), au rap, ou a la disco, le groupe pioche ses inspirations de la Musique électronique venant de Détroit, Berlin, ou Chicago. 